# إيفا ستيوارت
إيفا ستيوارت (بالإنجليزية: Iva Stewart)‏ هي عارضة وممثلة أمريكية، ولدت في 15 يناير 1914 في الولايات المتحدة، وتوفيت في 6 مارس 1985 بلوس أنجلوس في الولايات المتحدة.

## وصلات خارجية
- إيفا ستيوارت على موقع IMDb (الإنجليزية)
- إيفا ستيوارت على موقع أول موفي (الإنجليزية)
- إيفا ستيوارت على موقع قاعدة بيانات الفيلم (الإنجليزية)
- إيفا ستيوارت على موقع كينوبويسك (الروسية)